# Ernst Gaste

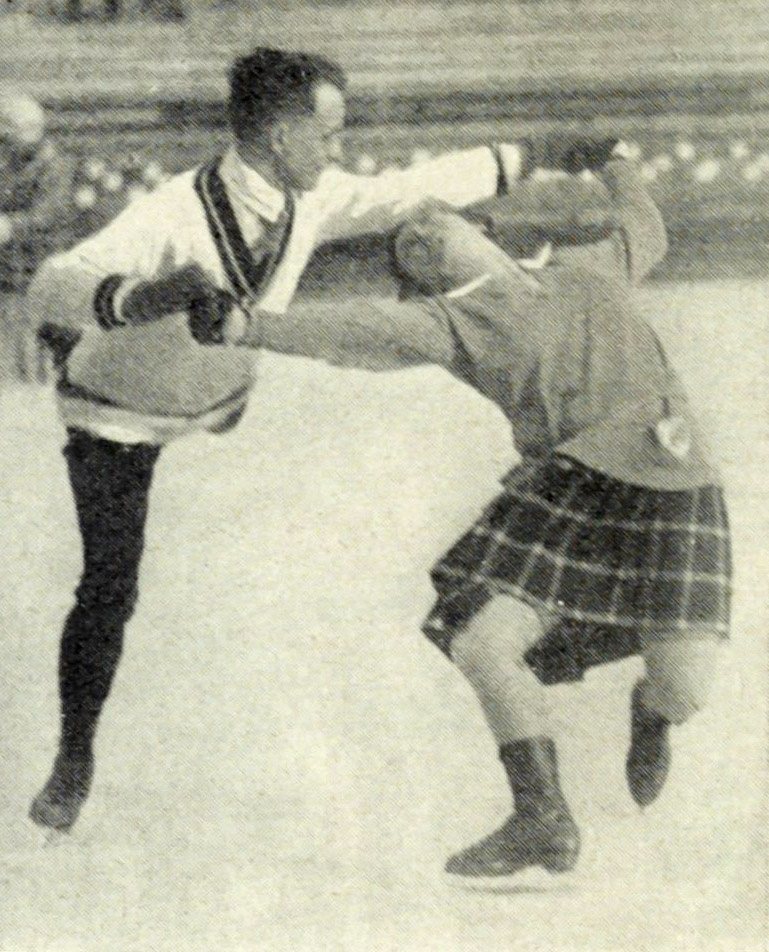
Ernst Gaste und Ilse Kishauer, 1927

Emil Paul Ernst Gaste (* 13. Mai 1898 in Berlin; † 13. März 1972 ebenda) war ein deutscher Eiskunstläufer.

## Werdegang
Mit seiner späteren Ehefrau Ilse Kishauer trat er bei den Olympischen Winterspielen 1928 in St. Moritz an und belegte den achten Rang. Bei den Eiskunstlauf-Weltmeisterschaften 1931 belegte das Paar den siebten Platz. Von 1927 bis 1931 dominierte das Duo die nationalen Meisterschaften und wurde fünfmal in Folge Deutscher Meister im Paarlauf.